# Seis Po' Meia Dúzia
Seis Po' Meia Dúzia é uma banda portuguesa madeirense, composta por seis cantoras.

## Percurso
Grupo feminino nascido no seio da Associação Musical e Cultural Xarabanda. O grupo canta “à capella” mas também utiliza instrumentos de percussão.
Estrearam-se no festival "Raízes do Atlântico" em 2004.
No Natal de 2009 foram convidados por Ricardo Rodrigues a participar no Festival RTP da Canção de 2010. "Pássaro Saudade" tem música de Ricardo Rodrigues (que já concorrera ao Festival em 2009) e letra da escritora madeirense Irene Lúcilia Andrade.
A Associação Xarabanda apresentou à Direcção Regional dos Assuntos Culturais, um pedido de apoio para realizar dois projectos: a edição de um disco do grupo «seis po meia dúzia» e a edição de três discos do Xarabanda.

## Festival RTP da Canção
Em 2010, as Seis Po' Meia Dúzia concorrereram ao Festival RTP da Canção, integrando na lista para a votação on-line, de onde passarão 24 às semifinais.
As Seis po' Meia Dúzia cantam músicas tradicionais portuguesas, especialmente da Ilha da Madeira, no estilo "à capella", sem acompanhamento harmónico.
São conhecidas por inovar as músicas do passado, através de jogos vocais e percussão.
Apresentam-se com roupas actuais mas com os pés descalços, lembrando a simplicidade do antigamente.

## Discografia
- 2010- Pássaro Saudade (FRTPC2010)

## Comentários
«este foi um desafio lançado em pouco tempo, mas que pode ainda ser melhorado» Fátima Ornelas, Jornal da Madeira
«Desde a primeira hora que a escolha recaiu neste grupo, dado o estilo que se pretendia para a música» Ricardo Rodrigues, Jornal da Madeira